# José Mota (huấn luyện viên bóng đá)

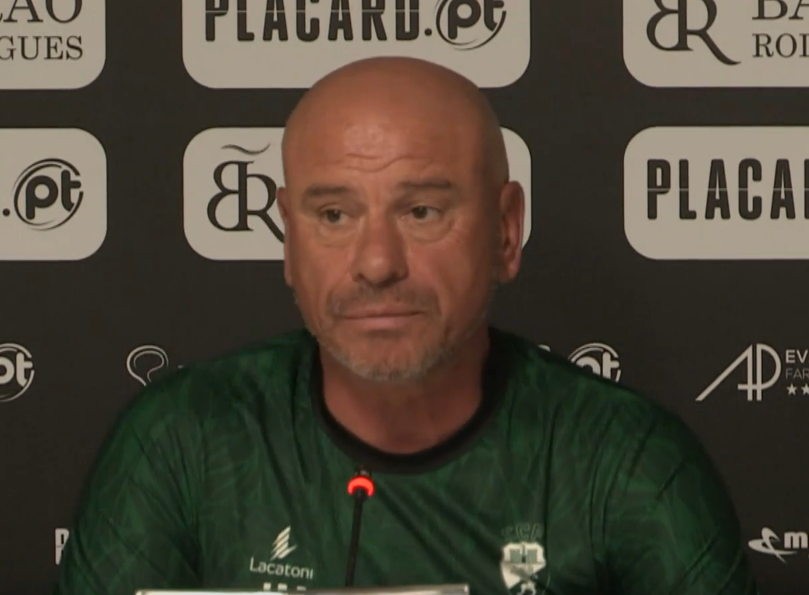
José Albano Ferreira da Mota vào năm 2023

José Albano Ferreira da Mota (sinh ngày 25 tháng 2 năm 1964 tại Paredes) là một cầu thủ bóng đá người Bồ Đào Nha đã nghỉ hưu, người chơi chủ yếu là hậu vệ phải, và người quản lý hiện tại của C.D. Aves.

## Sự nghiệp bóng đá
Sau sự khởi đầu khiêm tốn với Aliados do Lordelo FC, Mota đã trải qua gần một thập niên tại F.C. Paços de Ferreira, thường dẫn đầu câu lạc bộ trở thành đội trưởng. Sau khi nghỉ hưu, anh ngay lập tức gia nhập đội ngũ nhân viên huấn luyện của họ, được thăng lên làm giám đốc vào năm 1999; Trong năm 2004, ông đã có một stint ngắn với C.D. Santa Clara ở Azores, nhưng sau đó trở lại Paços. Trong mùa giải 2006-07, Mota dẫn Paços de Ferreira đến UEFA Cup lần đầu tiên sau khi kết thúc ở vị trí thứ sáu tại giải đấu. Các vận động viên miền Bắc sau đó sẽ thua trong vòng đấu đầu tiên của cuộc thi đấu với AZ Alkmaar, 0-1 trên tổng số. Tháng 7 năm 2008, Mota rời Paços và gia nhập Leixões S.C. cũng tại Primeira Liga. Vào ngày 9 tháng 2 năm 2010, với đội Matosinhos xếp thứ hai từ dưới lên, anh đã bị sa thải. [1] Mota trở lại hoạt động vào tháng 11 năm 2010, được bổ nhiệm tại C.F. Os Belenenses đang gặp khó khăn trong giải thứ hai và cuối cùng đã tránh được sự xuống hạng. Giữa tháng 2 năm 2012 và tháng Mười của năm sau, ông đã huấn luyện cho Vitória de Setúbal ở cấp cao nhất.